# Glockenspiel (Celle)

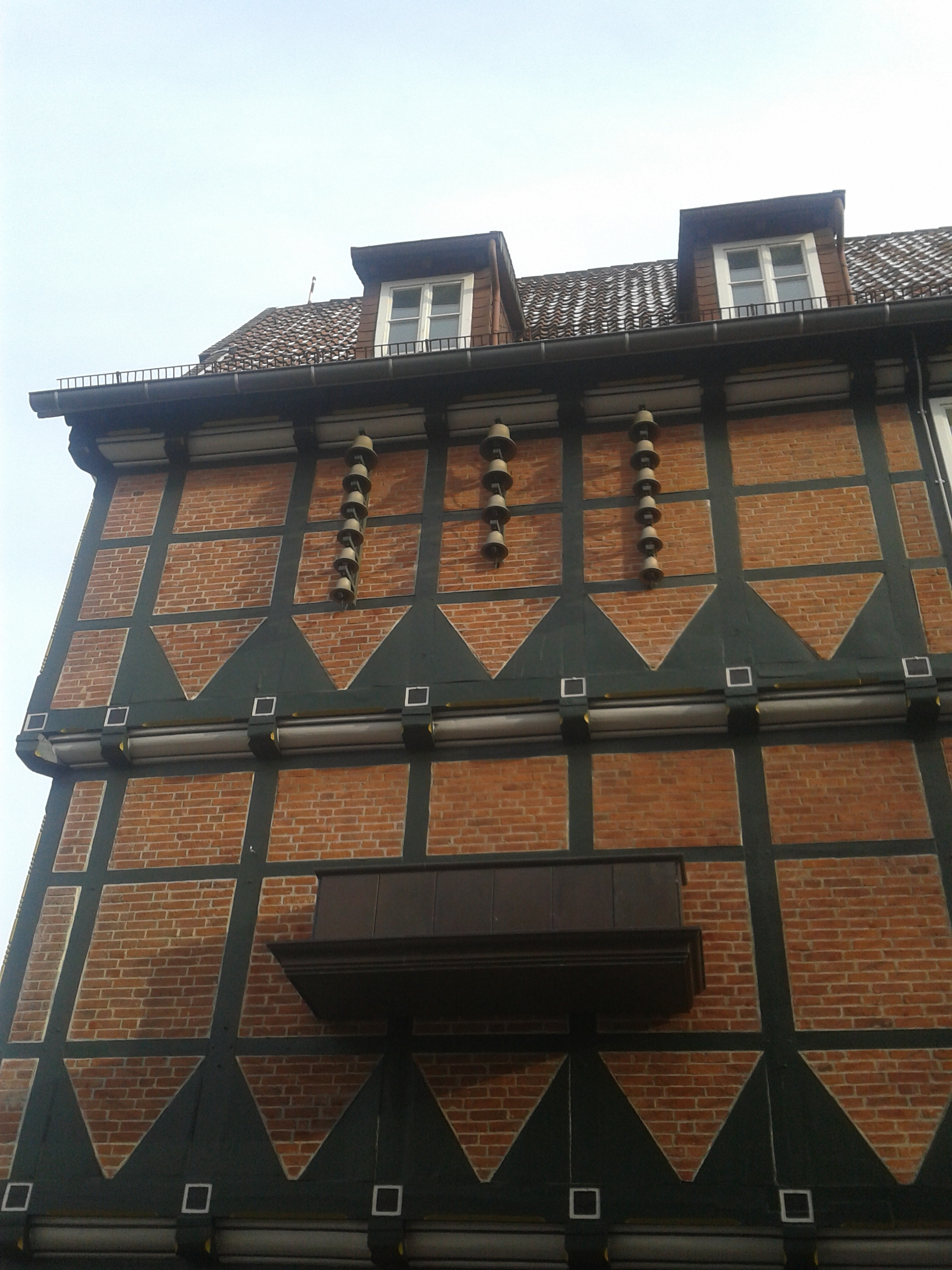
Das Glockenspiel mit Figurenumlaufkasten

Das Celler Glockenspiel spielt in der Poststraße täglich um 11, 13 und 17 Uhr. Zuvor spielte das 1973 geschaffene Glockenspiel am Haus des Juweliers Schnell am Markt. Nach Aufgabe des Juweliergeschäfts und Verkauf des Hauses im Jahr 2005 übernahm die Stadt Celle das Glockenspiel und installierte es an seinem jetzigen Standort, wo es seit dem Jahr 2010 erklingt.
Die 16 Bronzeglocken, angefertigt von der Firma Korfhage & Söhne aus Melle, spielen Melodien wie u. a. „In die Weite Welt“, „Auf, auf, zum fröhlichen Jagen“, „Drei Birken auf der Heide“ oder „Freude schöner Götterfunken“. In der Adventszeit werden Weihnachtslieder gespielt. Das Glockenspiel kann darüber hinaus auch manuell mit einer Klaviatur gespielt werden.
Zu dem Glockenspiel gehört ein Figurenumlauf mit 5 aus Holz geschnitzten Figuren des Northeimer Bildhauers Hans-Hasso Korn-Hohenhau. Sie stellen folgende Persönlichkeiten aus der Celler Geschichte dar:
- Herzog Otto der Strenge (Stadtgründer)
- Herzog Ernst der Bekenner (Reformator)
- Königin Caroline Mathilde (Dänische Königin)
- Ludwig Hölty (Dichter)
- Hermann Löns (Schriftsteller)

Von November bis März wird der Figurenumlauf stillgelegt, um Schäden durch Witterung und Feuchtigkeit zu verhindern. Die gesamte Anlage wiegt 570 kg.